# Fontina
| Fontina g.U./PDO/DOP | Fontina g.U./PDO/DOP                                    |
| -------------------- | ------------------------------------------------------- |
|                      |                                                         |
| Herkunft             | Italien (Aosta)                                         |
| Milch                | Kuh/Vollmilch                                           |
| Behandlung           | Rohmilch                                                |
| Käsegruppe           | Schnittkäse                                             |
| Fett i. Tr.          | 45 %                                                    |
| Kalzium              | k. A.                                                   |
| Maß/Gewicht          | radförmig, 30–40 cm Durchmesser, 7–10 cm Höhe / 8–18 kg |
| Reifezeit            | 3–4 Monate                                              |
| Zertifizierung       | DOP seit 30. Oktober 1955 PDO seit 12. Juni 1996        |

Fontina ist ein norditalienischer Käse mit geschützter Ursprungsbezeichnung.

## Geschichte
Der Fontina hat seinen Namen von der zur Gemeinde Quart gehörenden Alm Fontin im Aostatal in den italienischen Alpen in der Nähe des Mont Blanc und der italienisch-französischen Grenze. Er ist seit 1717 unter dem Namen fontine schriftlich nachgewiesen (Ausgabenregister des Hospiz auf dem Grossen St. Bernhard), hat aber eine noch weiter zurückreichende Tradition. Im Aostatal herrscht im Sommer wegen der von den Bergen gebildeten Barriere ein trockenes Klima, deshalb gedeiht hier eine reichhaltige Gebirgsflora, die beste Bedingungen für die Milchwirtschaft bietet.
Nach der Zuerkennung der Denominazione d’Origine Protetta (DOP) im Jahr 1955, wurde 1957 die Cooperativa Produttori Latte e Fontina (Genossenschaft der Milch- und Fontinaerzeuger) von 46 Gründungsmitgliedern ins Leben gerufen, um Hersteller (meist Inhaber kleiner landwirtschaftlicher Betriebe) wie Verbraucher zu schützen und Imitationen zu verhindern. Die Genossenschaft mit Sitz in Saint-Christophe und einem Besucherzentrum in Valpelline überwacht die Herstellung und Vermarktung des Käses. 2016 gab es etwa 200 Hersteller, die zusammen jährlich etwa 300.000 Laibe erzeugten. 2024 nennt die Genossenschaft eine Jahresproduktion von etwa 250.000 Laiben. Nach der Qualitätsprüfung erteilt das Consorzio Produttori Fontina die Genehmigung zum Gebrauch der geschützten Herkunftsbezeichnung, die auf jedem Käse als Qualitätssiegel angebracht wird.

## Herstellung
Echter Fontina wird nach einem traditionellen Rezept aus der vollen Rohmilch von Kühen, die im Sommer überwiegend auf der Alm grasen und ansonsten vor Ort erzeugtes Heu erhalten, gekäst. Die Milchverarbeitung erfolgt innerhalb von zwei Stunden nach dem Melken. Zur Gerinnung dient Labferment vom Milchkalb, das vom Käser zubereitet wird. Nach etwa einer Stunde ist die Gallerte dickgelegt und wird geschnitten. Der Bruch wird bei 47–48 °C gebrannt und so kompakter gemacht. Anschließend wird der Bruch aus dem Kessel in die fascere gefüllt und gepresst, damit die Molke abtropfen kann. Der gewonnene Teig wird in Formen gegeben, die dem Käse seine typische Form aufprägen. Nach etwa 12 Stunden kann der Teig aus der Form genommen werden, er hat nun weitgehend die Endform von zylindrischen Laiben mit einem Durchmesser von 30 bis 40 cm bei einer Höhe von 7 bis 10 cm und einem Gewicht von 8 bis 18 kg. Er ist in diesem Stadium strohweiß, weich und elastisch. Die Reifung findet in Grotten statt, die in den Fels der Hänge geschlagen wurden. Dort herrscht ganzjährig eine Temperatur von 5 bis 10 °C bei einer Luftfeuchtigkeit von min. 90 Prozent; die auf Rotfichtenholzregalen gestapelten Laibe reifen dort durchschnittlich drei Monate lang. Die Käselaibe werden täglich gewendet und abwechselnd an einem Tag gesalzen und am folgenden gebürstet, um die Schimmelschicht, die sich infolge natürlicher Gärung bildet, zu entfernen und die Rinde feucht zu halten.

### Terroir und Geschmack
Der ausgeprägte Geschmack des Fontina aus dem Aostatal ist untrennbar mit dem Konzept des Terroirs verbunden und spiegelt die einzigartige botanische Vielfalt der hochalpinen Weiden wider, auf denen die Valdostana-Kühe grasen.
Unter den Hunderten von Pflanzenarten ist der Alpen-Klee (Trifolium alpinum) von besonderer Bedeutung. Ethnobotanische Studien im Aostatal haben das traditionelle Wissen dokumentiert, dass T. alpinum ein ausgezeichnetes Futtermittel ist, das „die Milch fetter und den Fontina-Käse köstlich macht“. Diese Überzeugung wird durch wissenschaftliche Analysen gestützt. Studien haben gezeigt, dass Milch von Kühen, die auf von Trifolium alpinum dominierten Weiden grasen, einen Käse mit einem ausgeprägten chemischen Profil ergibt. Diese Käsesorten enthalten verlässliche Biomarker, einschließlich höherer Gehalte an spezifischen ungeradzahligen Fettsäuren und einem einzigartigen Kohlenwasserstoffverhältnis, die sie direkt mit der klee-reichen Ernährung in Verbindung bringen. Darüber hinaus wird der kräftige Duft der Pflanze, der von einer komplexen Mischung aus flüchtigen organischen Verbindungen stammt, vom Futter auf die Milch übertragen und trägt zum einzigartigen Aroma des Endprodukts bei.

## Eigenschaften
Der Käse hat eine dünne, ockergelbe, ölige Rinde. Der Teig ist blassgelb, elastisch, weich, fett und hat wenige kleine Löcher. Der junge Käse ist fast streichfähig. Junger Fontina hat ein mildes Milcharoma mit würzigem Duft, im Geschmack ist er mild und leicht süßlich. Im Alter dunkelt der Käse nach und wird trockener, er entwickelt dann ein erdig-fruchtiges Aroma und einen feinen nussigen Geschmack.

## Varianten
- Fontinella, Fontella und Fontal sind Handelsnamen für Käse nach Art des Fontina aus pasteurisierter Milch.
- Dänischer Fontal ist ein rot gewachster Käse aus pasteurisierter Milch.

## Verwendung
Man serviert den Käse mit Bleichsellerie oder Trauben oder auf geröstetem Weißbrot. Er eignet sich auch zum Kochen, besonders für Füllungen und Saucen, da er sehr leicht schmilzt und gut verläuft. Fonduta alla valdostana (frz. Fondue à la valdôtaine), eine Fondue-Variante aus dem Aostatal, wird auf der Grundlage von Fontina mit Butter, Eigelb, Milch und weißen Trüffeln zubereitet.